# Rotărești (okręg Bihor)
Rotărești – wieś w Rumunii, w okręgu Bihor, w gminie Sâmbăta. W 2011 roku liczyła 175 mieszkańców.